# Windmountainita
La windmountainita és un mineral de la classe dels silicats que pertany al grup de la palygorskita. Rep el nom de Wind Mountain, a Nou Mèxic(Estats Units), la seva localitat tipus.

## Característiques
La windmountainita és un silicat de fórmula química ◻Fe3+₂Mg₂Si₈O20(OH)₂·₈H₂O. Va ser aprovada com a espècie vàlida per l'Associació Mineralògica Internacional l'any 2019, sent publicada per primera vegada el 2020. Cristal·litza en el sistema monoclínic. La seva duresa a l'escala de Mohs és 2.
L'exemplar que va servir per a determinar l'espècie, el que es coneix com a material tipus, es troba conservat a les col·leccions mineralògiques del departament d'història natural del Museu Reial d'Ontario, a Ontario (Canadà), amb el número de catàleg: cmnmc 87260.

## Formació i jaciments
Va ser descoberta a Wind Mountain, a la serralada de Cornudas, dins el comtat d'Otero (Nou Mèxic, Estats Units). També ha estat descrita posteriorment a les pedreres d'Aris, a la regió de Khomas (Namíbia). A la localitat tipus es troba en forma d'agregats radials de color marró taronja, i com paquets de fins a 0,02 × 6 mm de cristalls aciculars. Aquests dos indrets són els únics de tot el planeta on ha estat descrita aquesta espècie mineral.